# Haitham Mostafa
Haitham Mostafa Ahmed Karar (arab. هيثم مصطفي كرار, ur. 19 lipca 1977 w Chartumie) – piłkarz sudański grający na pozycji prawego pomocnika.

## Kariera klubowa
Piłkarską karierę Mostafa rozpoczął w klubie Al-Ameer Al-Bahrawi. W 1995 roku zadebiutował w jego barwach w pierwszej lidze, ale już rok później przeszedł do Al-Hilal Omdurman. Swój pierwszy sukces osiągnął z nim w 1996 roku, gdy wywalczył swoje pierwsze mistrzostwo Sudanu. Na kolejne tytuły czekał 2 lata i w 1998 i 1999 znów zostawał mistrzem ligi. Natomiast rok później zdobył pierwszy w karierze Puchar Sudanu. Z kolei w 2003 roku po raz drugi został mistrzem kraju, a w 2004 roku sięgnął po dublet. Sukces ten powtarzał z klubem z Omdurmanu przez kolejne lata aż do roku 2007. W 2009 i 2010 roku ponownie został mistrzem Sudanu. W 2009 roku zdobył też kolejny puchar kraju.

## Kariera reprezentacyjna
W reprezentacji Sudanu Mostafa zadebiutował w 2000 roku. W 2008 roku został powołany przez selekcjonera Mohameda Abdallaha do kadry na Puchar Narodów Afryki 2008. Ma najwięcej występów w reprezentacji Sudanu.